# Daïra de Laghouat
La daïra de Laghouat est une circonscription administrative algérienne située dans la wilaya de Laghouat. Son chef-lieu est situé sur la commune éponyme de Laghouat.

## Géographie

### Localisation
|           | Sidi Makhlouf     |               |
| Aïn Mahdi | daïra de Laghouat | Sidi Makhlouf |
|           | Ksar El Hirane    |               |

## Communes
La daïra regroupe la seule commune de Laghouat.

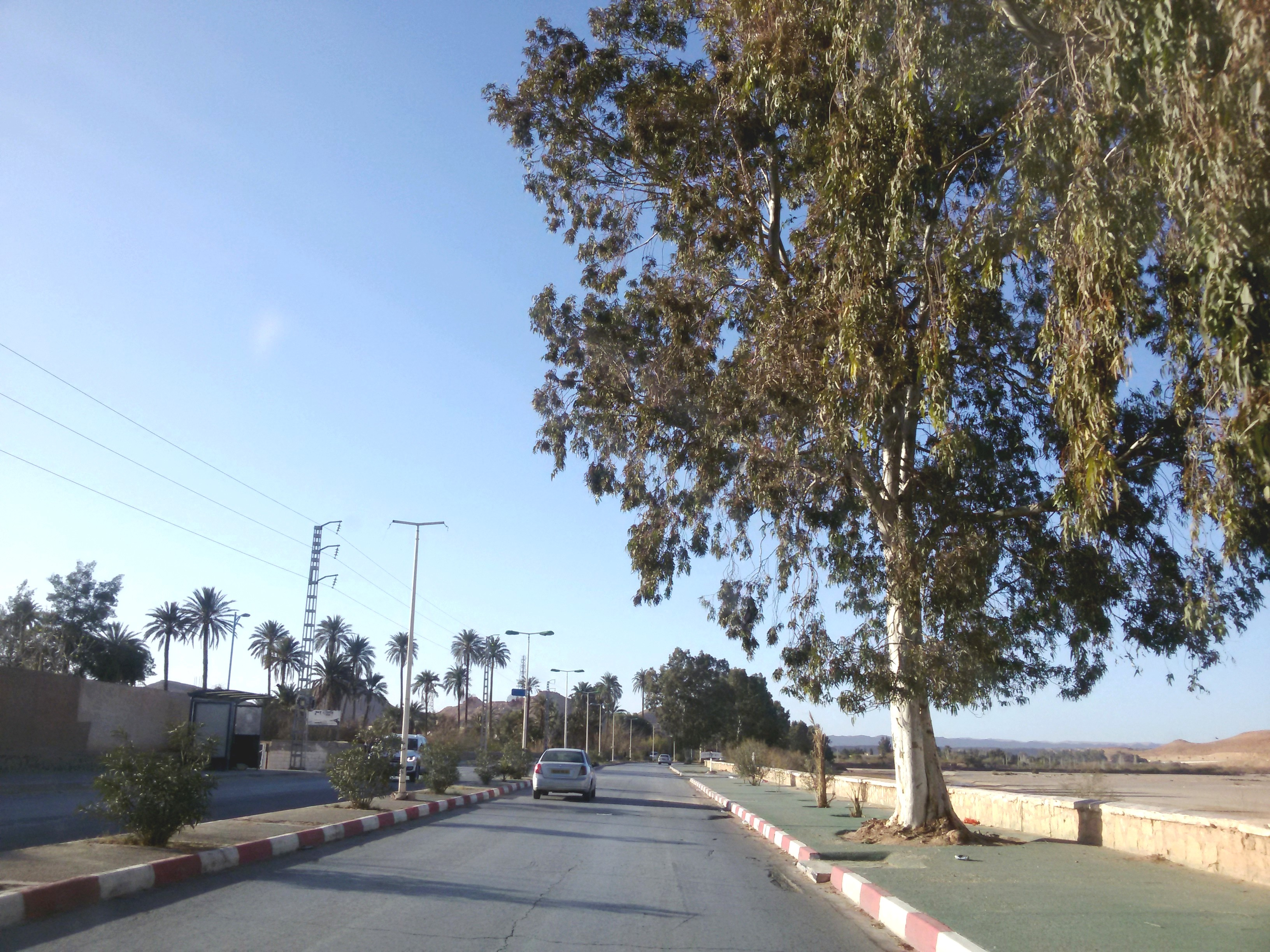
Khat-el-oued